# Campenhoef
Campenhoef is een wijk in het Tilburgse stadsdeel de Reeshof. Met ruim 2600 inwoners is de wijk onder te verdelen in de buurten West, Midden en Oost. Met zijn centrale ligging in de Reeshof, is Campenhoef ingeklemd tussen het Reeshofpark en de Heyhoef in het noorden en Witbrant in het zuiden. Oostelijk wordt de woonwijk begrenst door het Reeshofbos en westelijk door Dongewijk.
De straatnamen van de Reeshof verwijzen naar Nederlandse woonplaatsen. Aan de beginletter van elke straatnaam is te zien in welke buurt die straat ligt. De straten van Campenhoef beginnen met een K, ofschoon de naam van de wijk met een C geschreven wordt. Historisch gezien is dat wel juist, omdat er in de achttiende eeuw een landgoed genaamd Campenhoef lag.
De wijk Campenhoef kent verschillende voorzieningen en faciliteiten. Zo ligt in de wijk het Ketelhavenplein, welke meerdere winkels huisvest. Zuidelijk van en grenzend aan Campenhoef is treinstation Tilburg Reeshof gelegen. Het Beatrix College is een middelbare school, gelegen in Campenhoef West. Tevens heeft de wijk een basisschool en meerdere sportclubs en -velden.